# Celtic Connections

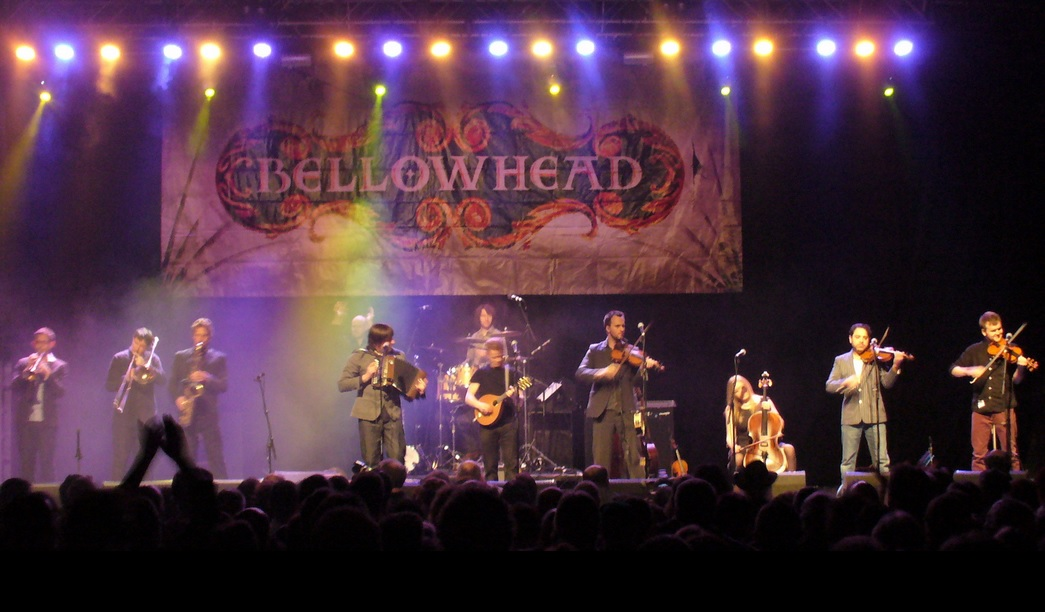
Bellowhead på Celtic Connections 2013.

Celtic Connections är en musikfestival i Glasgow, Skottland, som har arrangerats årligen sedan 1994. Festivalen är främst inriktad på skotsk traditionell musik, samt internationell folkmusik och världsmusik, och har årligen över 100 000 besökare på omkring 300 olika arrangemang. Festivalen hålls i två veckor kring slutet av januari.